# توبياس كيمبى
توبياس كيمبي (بالألمانية: Tobias Kempe)‏ (27 يونيو 1989 بفيزل في ألمانيا الغربية - ) هو لاعب كرة قدم ألماني في مركز الوسط. شارك مع منتخب ألمانيا لكرة القدم تحت 18 سنة ومنتخب ألمانيا تحت 20 سنة لكرة القدم. أما مع النوادي، فقد لعب مع إرتسغيبيرغه آوه وبادربورن 07 ودارمشتات 98 ودينامو دريسدن وفيردر بريمن 2 ‏.

## روابط خارجية
- توبياس كيمبى على موقع قاعدة بيانات كرة القدم.إي يو (الإنجليزية)
- توبياس كيمبى على موقع بيانات كرة القدم. دي إي (الألمانية)
- توبياس كيمبى على موقع Soccerway.com (الإنجليزية)
- توبياس كيمبى على موقع عالم كرة القدم.نت (الإنجليزية)
- توبياس كيمبى على موقع AS.com (الإسبانية)